# Saison 2011-2012 du Club africain
 (juillet 2025).
Motif : Absence de sources secondaires centrées
- Archive Wikiwix
- Bing
- Cairn
- DuckDuckGo
- E. Universalis
- Gallica
- Google
- G. Books
- G. News
- G. Scholar
- Persée
- Qwant
- (zh) Baidu
- (ru) Yandex
- (wd) trouver des œuvres sur Wikidata

| 1. | Préciser le motif de la pose du bandeau. | Précisez le motif de la pose du bandeau en utilisant la syntaxe suivante : {{admissibilité à vérifier\|date=juillet 2025\|motif=remplacez ce texte par le motif}}                                      |
| 2. | Informer les utilisateurs concernés.     | Pensez à avertir le créateur de l'article, par exemple, en insérant le code ci-dessous sur sa page de discussion : {{subst:avertissement admissibilité à vérifier\|Saison 2011-2012 du Club africain}} |

 (juillet 2023).
Si vous disposez d'ouvrages ou d'articles de référence ou si vous connaissez des sites web de qualité traitant du thème abordé ici, merci de compléter l'article en donnant les références utiles à sa vérifiabilité et en les liant à la section « Notes et références ».
Maillots
Chronologie
Saison précédente Saison suivante
La saison 2011-2012 du Club africain est la 57e saison consécutive du club dans l'élite. À la suite de sa quatrième place dans le championnat précédent, l'équipe participe à la Coupe de la confédération. Elle tentera également de s'imposer à nouveau en coupe de Tunisie.

## Mercato d'été
| Type                   | Joueur             | Ancien/Nouveau club               |
| Transfert              | Wajdi Jabbari      | Club athlétique bizertin (D1)     |
| Transfert              | Chaker Rguiî       | Espérance sportive de Zarzis (D1) |
| Transfert              | Aymen Ben Ayoub    | Espérance sportive de Zarzis (D1) |
| Transfert              | Nafaa Jebali       | Espérance sportive de Zarzis (D1) |
| Transfert              | Ahmed Saad Osman   | Al-Ahli Tripoli                   |
| Transfert              | Amir Haj Massaoud  | Stade tunisien (D1)               |
| Transfert              | Vitor Sonny        | Esporte Clube Santo André (D3)    |
| Transfert              | Rabii Ellafi       | Al-Ahli Tripoli                   |
| Fin de contrat         | Oussama Sellami    | Stade tunisien (D1)               |
| Fin de contrat         | Khaled Melliti     | Istres FC (L2)                    |
| Fin de contrat         | Adel Nefzi         | retraite                          |
| Résiliation de contrat | Gustavo Campbell   |                                   |
| Résiliation de contrat | Khaled Zeïri       | Stade tunisien (D1)               |
| Résiliation de contrat | Helmi Hmam         |                                   |
| Résiliation de contrat | Hichem Essifi      |                                   |
| Résiliation de contrat | Abdelkader Khchech |                                   |
| Résiliation de contrat | Cuthbert Malajila  |                                   |
| Transfert              | Wissem Ben Yahia   | Mersin Talim Yurdu                |
| Transfert              | Khaled Souissi     | Athlétic Club Arles-Avignon       |
| Transfert              | Karim Aouadhi      | Fortuna Düsseldorf                |
| Prêt                   | Nour Hadhria       | Club athlétique bizertin (D1)     |

### Mercato d'hiver
| Type                   | Joueur              | Ancien/Nouveau club   |
| Transfert              | Abdelkarim Nafti    |                       |
| Transfert              | Skander Cheikh      |                       |
| Résiliation de contrat | Mehdi Meriah        |                       |
| Résiliation de contrat | Amir Akrout         |                       |
| Transfert              | Enam Mendamo Alexis | Zamalek Sporting Club |

## Entraîneurs
Le Club africain a quatre entraîneurs différents durant la saison 2011-2012 : Faouzi Benzarti jusqu'au 8 décembre 2011, puis Patrick Liewig durant sept jours, puis Abdelhak Benchikha du 16 décembre 2011 au 19 avril 2012, puis à nouveau Lewig pour le reste de la saison.

## Matchs officiels

### Coupe de la confédération

#### Édition 2011
Groupe A
| Rang | Équipe           | Pts | J | G | N | P | Bp | Bc | Diff |  | Résultats (▼ dom., ► ext.) |     |     |     |     |
| ---- | ---------------- | --- | - | - | - | - | -- | -- | ---- |  | -------------------------- | --- | --- | --- | --- |
| 1    | Club africain    | 11  | 6 | 3 | 2 | 1 | 6  | 3  | +3   |  | Club africain              |     | 2-0 | 1-0 | 0-0 |
| 2    | Inter Luanda     | 10  | 6 | 3 | 1 | 2 | 8  | 6  | +2   |  | Inter Luanda               | 2-1 |     | 1-0 | 4-1 |
| 3    | ASEC Mimosas     | 7   | 6 | 2 | 1 | 3 | 5  | 6  | -1   |  | ASEC Mimosas               | 1-1 | 1-0 |     | 2-1 |
| 4    | Kaduna United FC | 5   | 6 | 1 | 2 | 3 | 5  | 9  | -4   |  | Kaduna United FC           | 0-1 | 1-1 | 2-1 |     |

## Meilleurs buteurs
| Rang | Nom                  | Ligue 1 | Coupe de la confédération 2011 | Coupe de la confédération 2012 | Coupe de Tunisie | Total |
| ---- | -------------------- | ------- | ------------------------------ | ------------------------------ | ---------------- | ----- |
| 1    | Ézéchiel Ndouassel   | 9       | 1                              | 4                              | 0                | 14    |
| 2    | Hamza Messaadi       | 1       | 2                              | 1                              | 0                | 4     |
| 2    | Mohamed Ali Yaakoubi | 3       | 1                              | 0                              | 0                | 4     |
| 2    | Hamza Agrebi         | 2       | 0                              | 2                              | 0                | 4     |
| 3    | Zouhaier Dhaouadi    | 2       | 1                              | 0                              | 0                | 3     |
| 3    | Seifeddine Akremi    | 3       | 0                              | 0                              | 0                | 3     |
| 3    | Bilel Ifa            | 3       | 0                              | 0                              | 0                | 3     |
| 4    | Abdelkarim Nafti     | 2       | 0                              | 0                              | 0                | 2     |
| 4    | Youssef Mouihbi      | 2       | 0                              | 0                              | 0                | 2     |
| 4    | Enam Mendamo Alexis  | 1       | 1                              | 0                              | 0                | 2     |
| 4    | Skander Cheikh       | 1       | 0                              | 1                              | 0                | 2     |
| 4    | Amir Haj Massaoud    | 0       | 0                              | 2                              | 0                | 2     |
| 5    | Zied Ziadi           | 1       | 0                              | 0                              | 0                | 1     |
| 5    | Alaa Marzouki        | 1       | 0                              | 0                              | 0                | 1     |
| 5    | Oussama Haddadi      | 1       | 0                              | 0                              | 0                | 1     |
| 5    | Maher Haddad         | 1       | 0                              | 0                              | 0                | 1     |
| 5    | Achraf Zitouni       | 1       | 0                              | 0                              | 0                | 1     |
| 5    | Seif Jaziri          | 1       | 0                              | 0                              | 0                | 1     |
| 5    | Slama Kasdaoui       | 1       | 0                              | 0                              | 0                | 1     |
| 5    | Seif Teka            | 1       | 0                              | 0                              | 0                | 1     |
| 5    | Aymen Soltani        | 0       | 1                              | 0                              | 0                | 1     |
| 5    | Chaker Rguiî         | 0       | 1                              | 0                              | 0                | 1     |
| 5    | Nafaa Jebali         | 0       | 0                              | 0                              | 1                | 1     |

## Meilleurs passeurs
| Rang | Nom                 | Ligue 1 | Coupe de la confédération 2011 | Coupe de la confédération 2012 | Coupe de Tunisie | Total |
| ---- | ------------------- | ------- | ------------------------------ | ------------------------------ | ---------------- | ----- |
| 1    | Abdelkarim Nafti    | 4       | 0                              | 2                              | 1                | 7     |
| 2    | Zouhaier Dhaouadi   | 2       | 1                              | 0                              | 0                | 3     |
| 3    | Seifeddine Akremi   | 2       | 0                              | 0                              | 0                | 2     |
| 3    | Bilel Ifa           | 2       | 0                              | 0                              | 0                | 2     |
| 3    | Wajdi Mechergui     | 2       | 0                              | 0                              | 0                | 2     |
| 3    | Hamza Messaadi      | 2       | 0                              | 0                              | 0                | 2     |
| 3    | Skander Cheikh      | 2       | 0                              | 0                              | 0                | 2     |
| 3    | Zied Ziadi          | 2       | 0                              | 0                              | 0                | 2     |
| 4    | Ézéchiel Ndouassel  | 1       | 0                              | 0                              | 0                | 1     |
| 4    | Abdelmoumene Djabou | 1       | 0                              | 0                              | 0                | 1     |
| 4    | Youssef Mouihbi     | 0       | 1                              | 0                              | 0                | 1     |
| 4    | Chaker Rguiî        | 0       | 1                              | 0                              | 0                | 1     |
| 4    | Aymen Soltani       | 0       | 1                              | 0                              | 0                | 1     |
| 4    | Oussama Haddadi     | 1       | 0                              | 0                              | 0                | 1     |
| 4    | Amir Haj Massaoud   | 1       | 0                              | 0                              | 0                | 1     |